# Michaela McManus
Michaela McManus (Warwick, 20 maggio 1983) è un'attrice statunitense.

## Biografia
Ha interpretato Lindsay Evelyn Strauss nella serie televisiva statunitense della The CW, One Tree Hill, e il sostituto procuratore distrettuale Kim Greylek nella serie televisiva statunitense giudiziaria della NBC Universal, Law & Order - Unità vittime speciali. Inoltre appare come Guest star  nella serie TV Castle, ed interpreta la grintosa Alana, moglie di Jason Hayes, in SEAL Team.
Nel 2012 compare nello spot pubblicitario di Nespresso a fianco di George Clooney.

## Filmografia

### Cinema
- Cosa Bella, regia di Fiona MacKenzie – cortometraggio (2006)
- The Beautiful Lie, regia di Joshua Caldwell – cortometraggio (2006)
- I Graduated, But..., regia di Alexander Poe – cortometraggio (2007)
- You Don't Have to Love Me, regia di Rebecca Gwynne – cortometraggio (2009)
- Cafe, regia di Marc Erlbaum (2010)
- About Fifty, regia di Thomas Johnston (2010)
- Funeral Kings, regia di Kevin e Matthew McManus (2012)
- Il labirinto del Grizzly (Into the Grizzly Maze), regia di David Hackl (2014)
- Slumlord, regia di Victor Zarcoff (2015)
- Not Right Now, regia di Brianne Moncrief - cortometraggio (2015)
- The Block Island Sound (2020)

### Televisione
- One Tree Hill – serie TV, 17 episodi (2008)
- CSI: NY – serie TV, episodio 5x03 (2008)
- Law & Order - Unità vittime speciali (Law & Order: Special Victims Unit) – serie TV, 13 episodi (2008-2009)
- Castle – serie TV, episodio 2x09 (2009)
- CSI: Miami – serie TV, episodio 8x09 (2009)
- Nomads, regia di Ken Sanzel – film TV (2010)
- The Vampire Diaries – serie TV, 6 episodi (2010-2011)
- Hawaii Five-0 - serie TV, 1 episodio (2011)
- Awake – serie TV (2012)
- Terapia d'urto (Necessary Roughness) - serie TV, 4 episodi (2012-2013)
- CSI - Scena del crimine (CSI: Crime Scene Investigation) - serie TV, episodio 13x17 (2013)
- Aquarius – serie TV, 21 episodi (2015-2016)
- Innamorarsi a Valentine (Love Finds You in Valentine), regia di Terry Cunningham - film TV (2016)
- Threadbare - serie TV, 1 episodio (2017)
- The Orville - serie TV, 3 episodi (2017-2019)
- SEAL Team - serie TV, 10 episodi (2017-2018)
- The Magicians - serie TV, 1 episodio (2018)
- The Village - serie TV, 10 episodi (2019)
- You - serie TV (2021)
- 911: Lone Star - serie TV, 4 episodi (2023)

## Doppiatrici italiane
Nelle versioni in italiano delle opere in cui ha recitato, Michaela McManus è stata doppiata da:
- Francesca Manicone in Awake, Aquarius, You
- Monica Gravina in Law & Order - Unità vittime speciali
- Laura Lenghi in One Tree Hill
- Sabrina Duranti in CSI: Miami
- Chiara Colizzi in Castle
- Francesca Fiorentini in Hawaii Five-0
- Antonella Baldini in The Vampire Diaries
- Federica De Bortoli in Innamorarsi a Valentine
- Valentina Mari in SEAL Team
- Perla Liberatori in The Orville (ep. 1x08)
- Selvaggia Quattrini in The Orville (ep. 2x01, 2x04)
- Irene Di Valmo in 9-1-1: Lone Star